# Roselyne Bachelot
Pour les articles homonymes, voir Bachelot.
Roselyne Bachelot, née Narquin le 24 décembre 1946 à Nevers (Nièvre), est une femme politique, animatrice de radio et de télévision française.
Docteure en pharmacie de formation, Roselyne Bachelot est ministre de l'Écologie et du Développement durable de 2002 à 2004, dans les gouvernements Raffarin I et Raffarin II, sous la présidence de Jacques Chirac.
Sous la présidence de Nicolas Sarkozy, elle est ministre de la Santé et des Sports de 2007 à 2010 dans les gouvernements Fillon I et Fillon II, et ministre des Solidarités et de la Cohésion sociale de 2010 à 2012 dans le gouvernement Fillon III.
Elle commence ensuite une carrière dans les médias. Elle est notamment chroniqueuse dans l'émission Le Grand 8 diffusée sur D8 (2012-2016), animatrice de 100 % Bachelot sur RMC (2016-2017), ainsi que de plusieurs émissions sur LCI entre 2017 et 2020 puis chroniqueuse sur BFM TV à partir de septembre 2022. Elle intervient également dans l'émission Les Grosses Têtes, sur RTL, entre 2015 et 2020 puis à partir de septembre 2022.
Elle exerce à nouveau une fonction politique en tant que ministre de la Culture dans le gouvernement Castex, sous la présidence d'Emmanuel Macron, de 2020 à 2022.

## Biographie

### Vie familiale
Roselyne Cora Marcelle Narquin naît le 24 décembre 1946 à Nevers. Elle est la fille de Jean Narquin, résistant et député gaulliste, et d'Yvette Le Dû, originaire de Gourin, tous deux chirurgiens-dentistes. Elle a un frère, Jean-Yves Narquin, ancien maire (RBM) de Villedieu-le-Château, en Loir-et-Cher, et une sœur, Françoise Bardy-Narquin, chirurgienne-dentiste, et a eu pour beau-frère François Bachelot, ancien cadre du Front national.
Roselyne Bachelot a été mariée et utilise le nom d'usage Bachelot-Narquin.
Elle a un fils, Pierre, né le 16 décembre 1969 de son mariage avec Jacques Bachelot en 1968. Pierre Bachelot est le collaborateur parlementaire de sa mère de 1992 à 2002, puis conseiller parlementaire lorsqu'elle occupe la fonction de ministre de l'Écologie, de 2002 à 2004, puis de ministre de la Santé, à partir de 2007, avant d'être nommé chargé de mission auprès de la direction générale de l'Institut national de prévention et d'éducation pour la santé (INPES),.

### Jeunesse
Elle est envoyée en pensionnat à sept ans. Elle reçoit une éducation stricte dans le collège La Retraite-Sacré-Cœur, à Angers, où, à huit ans, les religieuses lui font redoubler sa classe malgré son niveau, la considérant comme trop jeune pour entrer en sixième. Elle y fait de trois à quatre heures de musique par jour.
Elle raconte aussi que durant sa terminale une religieuse s'était prise d'amour pour elle. Elle lui envoyait des mots doux, des lettres enflammées. La religieuse appelait Roselyne Bachelot « petit masque courageux ».
Elle pratique le piano dès l'âge de trois ans et demi et le chant jusqu'à l'âge de vingt ans. Elle découvre sa passion pour l'opéra à vingt-quatre ans lorsqu'un ami l'emmène pour la première fois au Festival de Vérone.

### Carrière de pharmacienne
Après avoir interrompu ses études de pharmacie commencées à l'université d'Angers, Roselyne Bachelot les reprend et obtient son doctorat en pharmacie en 1988 dans cette même université, dont elle sort major de promotion.
Déléguée médicale au sein du laboratoire ICI Pharma de 1969 à 1976, elle est chargée des relations publiques chez Soguipharm de 1984 à 1989,. Elle siège au conseil d'administration du CHU d'Angers de 1986 à 2004.

### Débuts en politique
Initiée à la politique par son père Jean Narquin, conseiller municipal d'Angers et député gaulliste de Maine-et-Loire, Roselyne Bachelot milite au sein du RPR.
Lors de l'élection présidentielle de 1981, elle vote pour le candidat socialiste François Mitterrand, sur ordre du RPR, dans le contexte politique qui opposait alors Jacques Chirac et Valéry Giscard d'Estaing. Elle déclare a posteriori regretter ce choix.
Conseillère générale de mars 1982 à juin 1988, et conseillère régionale des Pays de la Loire en 1986, elle reprend en 1988 le siège de son père à l'Assemblée nationale.
Elle devient alors secrétaire générale adjointe du RPR de 1989 à 1992.
Réélue députée en 1993, 1997 et 2002, elle participe à la commission des Affaires culturelles, familiales et sociales. Elle consacre ses travaux parlementaires aux questions de santé, de protection sociale, d'exclusion, de santé au travail, de bioéthique et de handicap. Pendant cette période, elle est régulièrement désignée pour être rapporteur ou orateur sur des textes sanitaires et sociaux majeurs. Elle s'intéresse également au Moyen-Orient : elle est présidente du groupe d'amitié France-Irak, vice-présidente du groupe d'amitié France-Syrie, vice-présidente de l'association parlementaire Euro-Arabe et vice-présidente du groupe d'études sur les territoires palestiniens.
En 1991, elle s'oppose aux consignes du RPR et décide de voter la loi Évin (sur le tabagisme et l'alcool).
Militante dans les associations de lutte contre le Sida et féministe, elle défend le droit à la contraception et à l'avortement, ce qui lui vaut d'être portée à la tête de l'Observatoire sur la parité entre les hommes et les femmes, de 1995 à 1998. Lors de cette même période, elle est également présidente du Conseil national des personnes handicapées, succédant à ce poste à François Hollande. Elle siège au comité d'honneur de l'Association des paralysés de France.
Elle est candidate du RPR aux élections municipales de 1995 à Angers, comme son père l'avait été en 1983. Elle est toutefois battue par le maire sortant Jean Monnier. Elle devient chef de file du groupe RPR au sein de la commission des Affaires sociales.
Favorable au mariage homosexuel et à l'adoption d'enfants par les couples homosexuels, son plaidoyer (rédigé avec l'aide de Philippe Séguin) en novembre 1998 à l'Assemblée en faveur du PACS, contre les membres de son groupe parlementaire, lui assure une notoriété.

### Ministre de l'Écologie et du Développement durable
Après avoir été la porte-parole du candidat et président sortant Jacques Chirac dans le cadre de l'élection présidentielle de 2002, elle est nommée ministre de l'Écologie et du Développement durable dans le premier gouvernement Raffarin en mai 2002, puis reconduite le mois suivant dans le deuxième gouvernement Raffarin, cédant son siège parlementaire à René Bouin.
À cette fonction, elle dirige les travaux de la Charte de l'environnement. Sa fonction de ministre est notamment marquée par l'adoption de la loi de prévention des risques technologiques et naturels du 31 juillet 2003 et du plan national de prévention des inondations. Elle est aussi à l'origine du premier « plan national santé environnement » et de la suppression du jour sans chasse qu'avait mis en place Dominique Voynet trois ans auparavant.
Cependant, son franc-parler, ses opinions politiques, ainsi que sa vision particulière de l'écologie vont parfois s'opposer aux vues des associations écologistes. Lors de la canicule de l'été 2003, elle devient la cible des Guignols de l'info — qui la présentent comme « la ménagère de moins de 50 de QI » — et de nombre d'observateurs, politiques et civils, pour ses suggestions jugées très terre-à-terre. Elle se montre par la suite plus discrète.
Elle perd son ministère lors de la constitution du troisième gouvernement Raffarin, le 31 mars 2004. Étant demeurée vice-présidente du conseil régional des Pays de la Loire durant son passage au gouvernement, elle redevient conseillère régionale après la victoire de la gauche aux élections régionales. Elle siège par ailleurs au Parlement européen de 2004 à 2007, après que sa liste dans la circonscription Ouest aux élections européennes de 2004 est arrivée en deuxième position avec 14,8 % des voix exprimées.

### Ministre de la Santé et des Sports

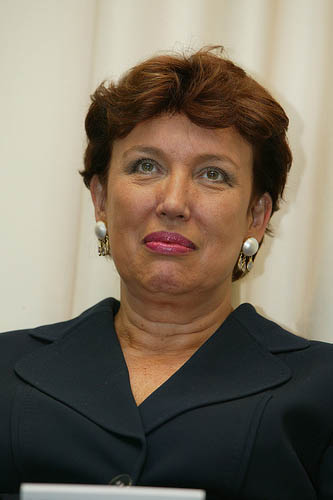
Roselyne Bachelot en 2007.

Le 18 mai 2007, elle est nommée par le président Nicolas Sarkozy, sur proposition du Premier ministre François Fillon dont elle est présentée comme la « grande amie », comme ministre de la Santé, de la Jeunesse et des Sports. Réélue à l'Assemblée nationale en juin 2007, elle cède son siège de députée à Paul Jeanneteau. Elle est, selon le conseiller politique Patrick Buisson, la seule ministre que François Fillon a voulu imposer dans son gouvernement.
Elle ajoute à ses attributions ministérielles la Vie associative entre le 18 mars 2008 et le 12 janvier 2009, avant d'être chargée à partir du 12 janvier 2009 de la Santé et des Sports.
Elle a pour mission la réforme des franchises médicales, du déficit de la Sécurité sociale (12 milliards d'euros), du plan de lutte contre la maladie d'Alzheimer, de celui contre le cancer, de la réorganisation des soins palliatifs, de l'amélioration des conditions de travail à l'hôpital et du paiement des heures supplémentaires.
En 2008-2009, Roselyne Bachelot défend la loi portant réforme de l'hôpital et relative aux patients, à la santé et aux territoires (HPST), parue au Journal officiel de la République française le 22 juillet 2009. Cette loi reprend les propositions contenues dans le rapport Larcher remis en avril 2008, qui entérine entre autres la généralisation de la tarification à l'activité. La loi HPST modifie la gouvernance des établissements publics de santé, crée les agences régionales de santé, et s'accompagne d'une réorganisation de la carte hospitalière.
En 2009-2010, elle se retrouve au centre d'une importante controverse au sujet de la commande par le gouvernement français de 95 millions de doses de vaccin pour lutter contre la grippe A (H1N1) et du coût global de la campagne de vaccination mise en place par le gouvernement. Le coût global de la campagne de vaccination en France est estimé à 1,5 milliard d'euros alors que seulement 8 % des Français se sont fait vacciner. Un rapport d'enquête du Sénat, présidé par François Autain, est rendu public le 29 juillet 2010. Il met en lumière le poids des lobbys ainsi que l'acceptation par les décideurs politiques et administratifs de contrats commerciaux trop contraignants,.
En mai 2010, elle met en œuvre l'augmentation du tarif de la consultation des médecins généralistes à 23 euros.
Désignée tête de liste de l'UMP par les militants du parti pour les élections régionales de 2010 dans les Pays de la Loire, obtenant 3 020 voix pour un taux de participation de 34,3 %, elle renonce à conduire la liste, ne souhaitant pas quitter le ministère de la Santé, officiellement pour suivre le développement de la grippe A et mettre en œuvre la réforme hospitalière. La tête de liste est reprise par Christophe Béchu.

### Ministre des Solidarités et de la Cohésion sociale

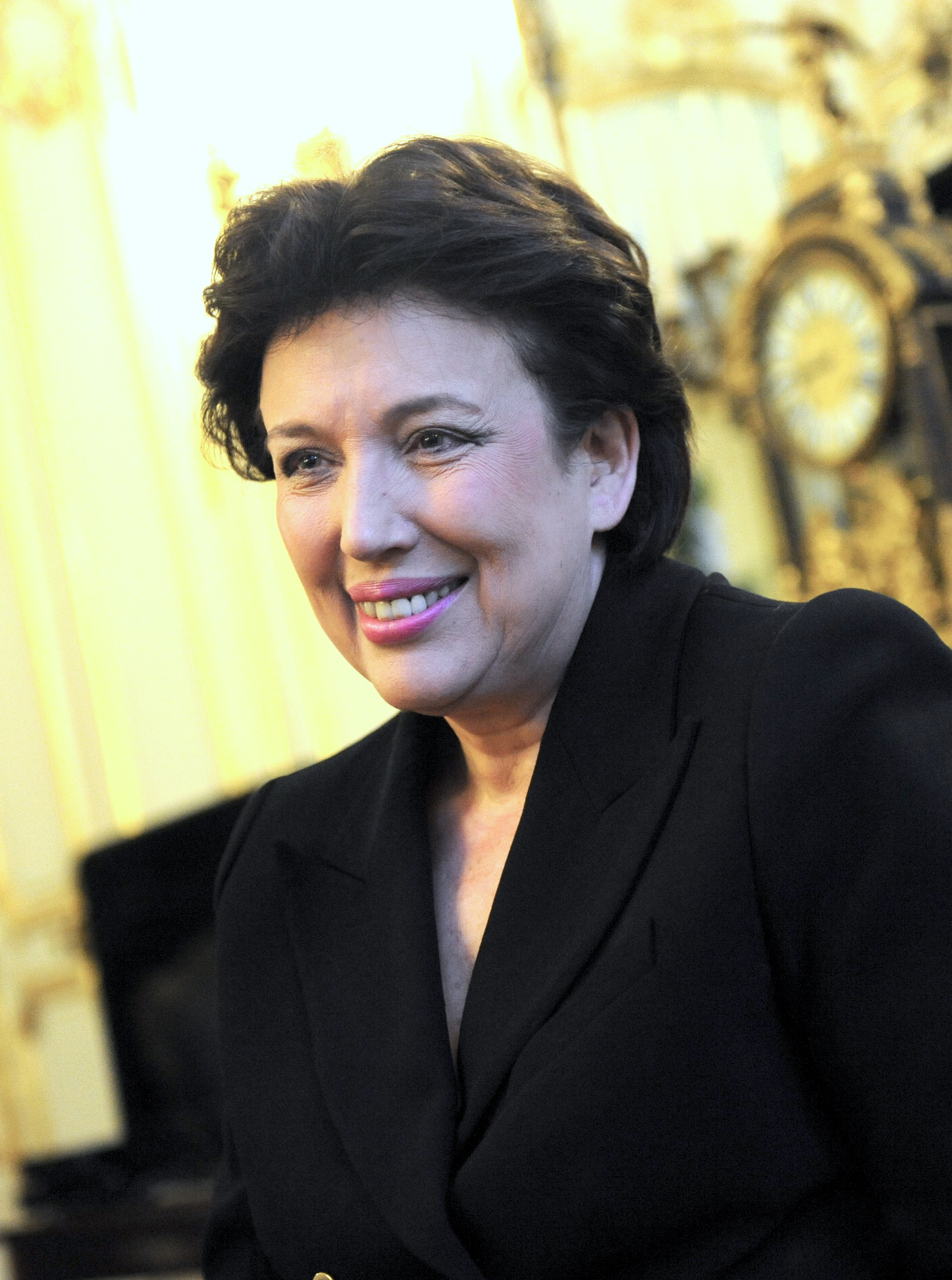
Roselyne Bachelot en 2010.

Le 14 novembre 2010, Roselyne Bachelot est nommée ministre des Solidarités et de la Cohésion sociale dans le troisième gouvernement de François Fillon par le président Nicolas Sarkozy. Ce nouveau portefeuille ministériel a été mis en place pour la loi sur la dépendance. Cependant, le président de la République annonce l'année suivante le report du projet, afin de maintenir l'équilibre des finances publiques.

### Animation à la radio et à la télévision

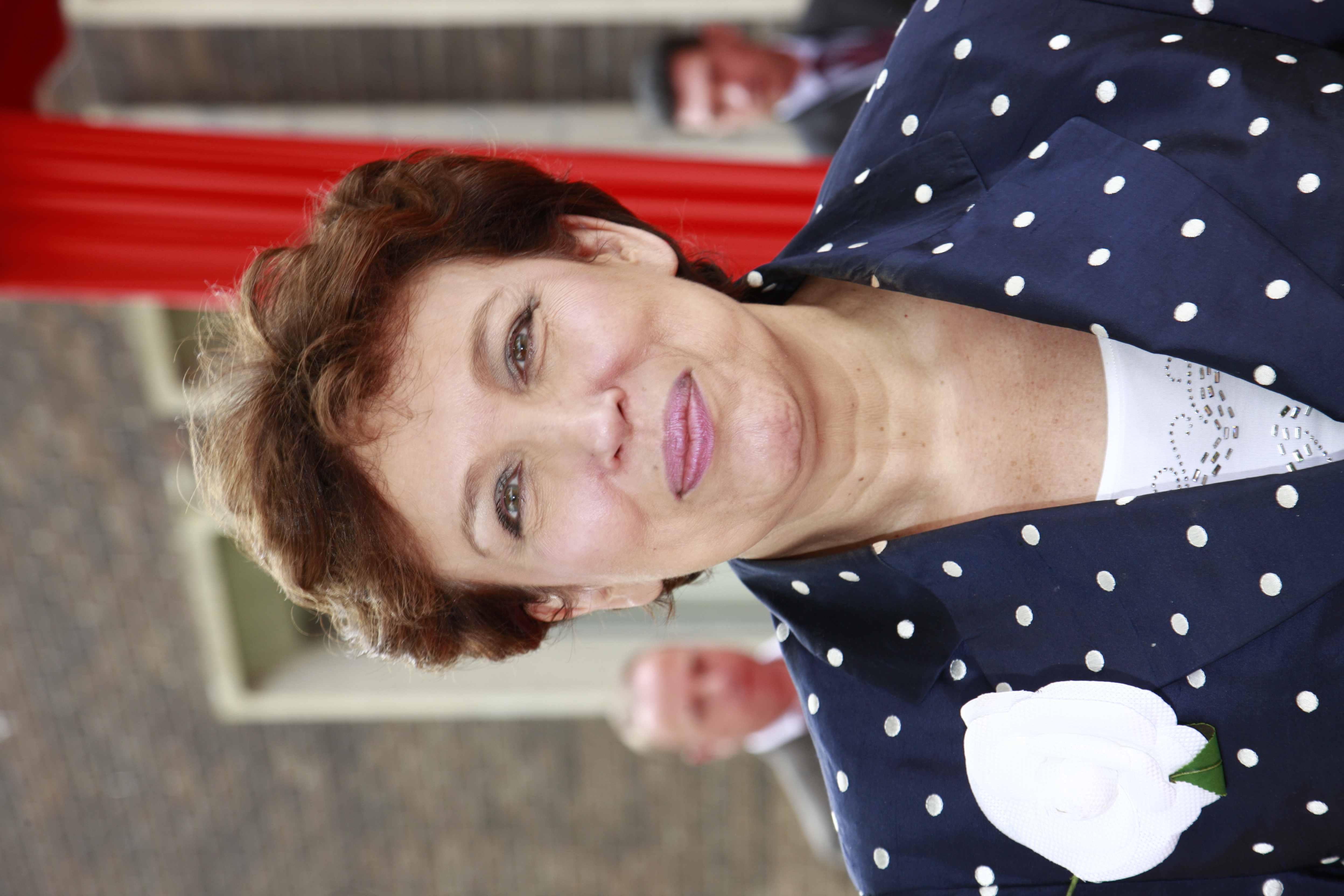
Roselyne Bachelot en 2008.

Bien que la réforme constitutionnelle de 2008 lui permette de retrouver son siège de députée à l'issue du délai d'un mois suivant la cessation de ses fonctions gouvernementales, à savoir le 17 juin 2012, elle informe le président de l'Assemblée de sa démission. Son siège reste vacant pour les trois derniers jours de la législature se terminant le 19 juin 2012. La première étape de sa reconversion commence par la publication d'un livre sur la campagne de Nicolas Sarkozy, À feu et à sang. Le 16 juillet 2012, Roselyne Bachelot est nommée par l'Élysée pour siéger à la Commission sur la rénovation et la déontologie de la vie publique présidée par Lionel Jospin.
Elle fait ses premiers pas de chroniqueuse TV le 8 octobre 2012 aux côtés d’Audrey Pulvar, Élisabeth Bost et Hapsatou Sy, dans l'émission Le Grand 8, présentée par Laurence Ferrari et diffusée sur D8 du lundi au vendredi. Elle présente occasionnellement l'émission en l'absence de Laurence Ferrari. Le programme est arrêté par la chaîne en juin 2016. Début mars 2013, elle effectue une démarche afin d'obtenir une carte de presse.
Le 8 janvier 2013, elle devient membre du Haut Conseil à l'égalité entre les femmes et les hommes, créé ce même jour par la ministre des Droits des femmes, Najat Vallaud-Belkacem. Le 10 avril 2013, à l'occasion de la journée « Le Grand Switch », elle présente le journal télévisé de la mi-journée de D8. En septembre 2013, elle tient une chronique politique tous les dimanches sur iTélé, la chaîne info de Canal+.
En août 2013, elle apparaît dans le remake du clip de la chanson Ça ira de la chanteuse Joyce Jonathan. La même année, elle joue dans le prime-time spécial Nos chers voisins, avis de tempête de la série de TF1. Elle y incarne Fabienne, une cousine exigeante et culottée d'Aymeric Dubernet-Carton (interprété par Thierry Samitier).
Elle présente la météo pour la spéciale D8 part en live, en mars 2014. Elle participe la même année à Toute la télé chante pour sidaction sur France 2. D'abord pressentie pour présenter sur D8 un talk-show en solo à la rentrée 2014, baptisé Roselyne et les garçons , le projet est finalement reporté à 2015. En octobre 2014, elle rejoint Cyril Hanouna sur Europe 1 comme chroniqueuse dans son émission Les Pieds dans le plat puis, en novembre 2015, Les Grosses Têtes de Laurent Ruquier sur la station de radio RTL.
Amatrice d'art lyrique, Roselyne Bachelot collabore occasionnellement au webzine Forumopera.com, et publie en 2013 Verdi amoureux. Le 15 avril 2016, elle publie un projet musical intitulé Salut à la France !, qui regroupe les plus grands airs d'opéra français. Elle tient également à partir de septembre 2016 une chronique hebdomadaire sur France Musique dans la matinale de Saskia De Ville, où elle parle essentiellement d'art lyrique.
Roselyne Bachelot fait partie des personnalités présentes lors de la première de l'émission de Julien Courbet, Faut pas abuser, le 10 mai 2016 sur D8. En septembre 2016, elle rejoint RMC pour animer une émission quotidienne, 100 % Bachelot, entre 15 heures et 16 heures, puis devient en novembre 2016 chroniqueuse dans l'émission AcTualiTy, présentée par Thomas Thouroude et diffusée sur France 2, laquelle est arrêtée début mars 2017.
À la rentrée 2017, elle rejoint LCI pour co-animer avec le journaliste Julien Arnaud une émission-débat d'actualité intitulée La République LCI, dans lequel intervient également Natacha Polony. De septembre 2018 à juillet 2019, elle anime L'Heure Bachelot tous les matins entre 9 heures et 10 heures sur LCI.
En mars 2018, elle joue avec Myriam El Khomri et Marlène Schiappa une représentation de Les Monologues du vagin au théâtre Bobino. Les bénéfices du spectacle vont au Collectif féministe contre le viol. En août 2019, elle rejoint Le Club Le Chatelier avec Bénédicte Le Chatelier.

### Retour en politique comme ministre de la Culture

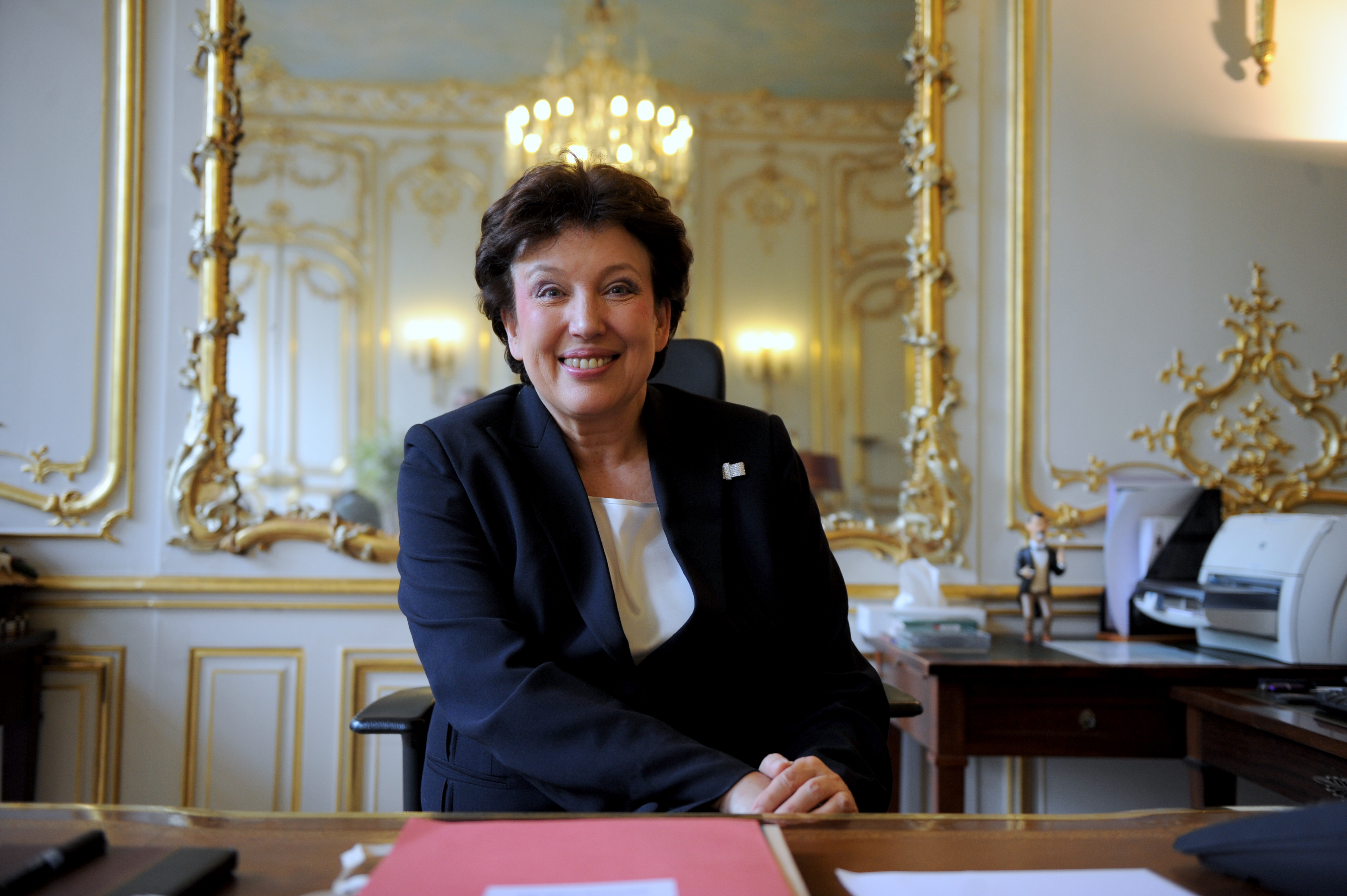
Roselyne Bachelot en 2011.

Le 6 juillet 2020, Roselyne Bachelot est nommée ministre de la Culture dans le premier gouvernement de Jean Castex, sous la présidence d’Emmanuel Macron. Alors qu’elle avait déclaré à plusieurs reprises ne pas envisager de retour en politique, sa nomination suscite les moqueries d’internautes sur les réseaux sociaux, mais est globalement saluée par les acteurs du monde culturel,. Dans la foulée, elle annonce sa volonté d'organiser des « États généraux des festivals », et plaide pour l'assouplissement des règles sanitaires imposées aux salles de spectacle et lieux culturels dans le contexte de la pandémie de Covid-19.
Dans le cadre d’une réorganisation de France Télévisions, initiée par ses prédécesseurs, elle confirme en août 2020 la suppression de la chaîne France Ô de la TNT, et annonce parallèlement le report de l’arrêt de France 4, après les bonnes audiences réalisées par la chaîne durant le confinement de 2020 en France. L’annonce de la fermeture de France Ô avait suscité de vives réactions dans les jours précédents : une manifestation organisée devant le ministère de la Culture réunit une centaine de personnes le 2 août 2020 ; une tribune signée par 125 personnalités — parmi lesquelles les comédiens Pascal Légitimus et Firmine Richard, l’académicien Erik Orsenna ou la journaliste Audrey Pulvar — paraît le 27 juillet dans Libération et une pétition lancée par l’auteur-compositeur-interprète guadeloupéen Zamor Glenroy recueille plus de 68 000 signatures.
En octobre 2020, elle annonce qu'une enveloppe de cinq millions d'euros, en plus des dix millions qui étaient déjà enregistrés pour 2020, serait libérée au début de 2021 pour aider le secteur des festivals, durement touché par la pandémie de Covid-19.
Selon L'Obs, l'influence de Roselyne Bachelot à la tête de son ministère est amoindrie par celle de Rima Abdul-Malak, conseillère d’Emmanuel Macron.
Le 20 mars 2021, alors qu'elle avait reçu une première injection de vaccin contre la Covid-19, elle annonce être positive à la Covid-19 et se place à l'isolement ; hospitalisée à l'hôpital Bégin à Vincennes puis placée sous oxygénothérapie renforcée, elle sort de l'hôpital le 1er avril suivant.
Après s’être opposée à la mise en place d'un « passe sanitaire » regroupant plusieurs documents relatifs à la Covid-19, elle se rallie à cette idée en mai 2021, à la suite de son adoption à l’Assemblée nationale. Elle critique par ailleurs « des problèmes de riches » des professionnels du cinéma critiques envers la politique gouvernementale alors qu'ils reçoivent d'importantes subventions et aides liées à la crise.
Son ministère applique à partir de 2022 des baisses massives des financements destinés à l’archéologie programmée, de l’ordre de − 25 % à − 50 % selon les régions.
Elle n'est pas reconduite dans le gouvernement Élisabeth Borne, formé en mai 2022 à la suite de la réélection d'Emmanuel Macron ; Rima Abdul Malak lui succède.
À partir de septembre 2022, elle fait son retour dans l'émission de radio Les Grosses Têtes. Elle est également chroniqueuse sur différentes émissions de BFM TV.
Le 18 mars 2024, elle est  nommée présidente du comité d'histoire des administrations chargées de la santé.

## Détail des mandats et fonctions

### Au gouvernement

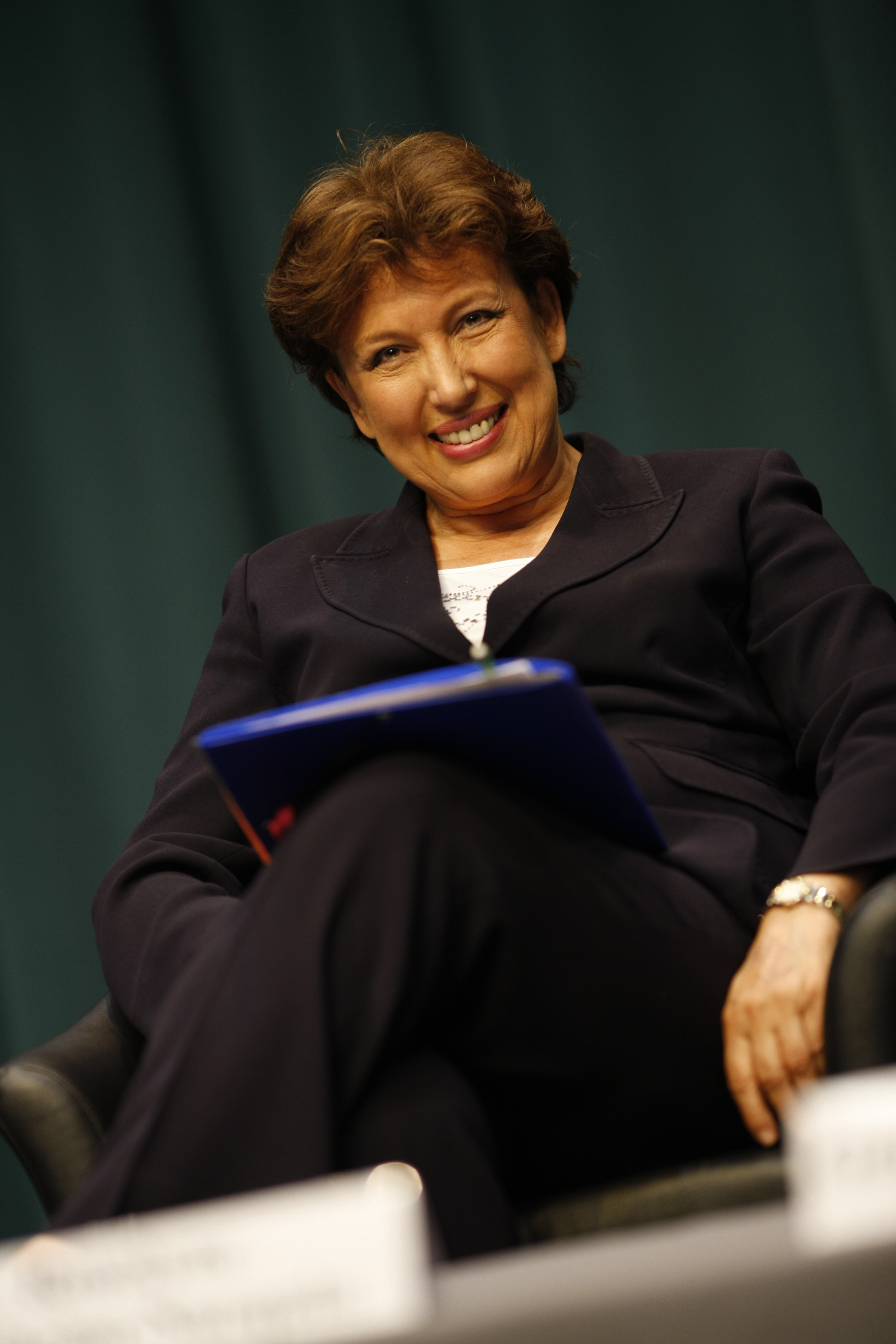
Roselyne Bachelot en 2009.

- 6 mai 2002 – 31 mars 2004 : ministre de l'Écologie et du Développement durable.
- 18 mai 2007 – 18 mars 2008 : ministre de la Santé, de la Jeunesse et des Sports.
- 18 mars 2008 – 12 janvier 2009 : ministre de la Santé, de la Jeunesse, des Sports et de la Vie associative.
- 12 janvier 2009 – 13 novembre 2010 : ministre de la Santé et des Sports.
- 14 novembre 2010 – 10 mai 2012 : ministre des Solidarités et de la Cohésion sociale.
- 6 juillet 2020 – 20 mai 2022 : ministre de la Culture.

### À l'Assemblée nationale
- 1988-2002 ; 2007 : députée de la 1re circonscription de Maine-et-Loire, membre de la commission des Affaires culturelles, familiales et sociales.

### Au Parlement européen
- 20 juillet 2004 – 17 mai 2007 : députée européenne, élue dans la circonscription Ouest.

### Au niveau local
- mars 1982 – juin 1988 : conseillère générale de Maine-et-Loire.
- 1986 : conseillère régionale des Pays de la Loire.
- avril 2001 – mars 2004 : vice-présidente du conseil régional des Pays de la Loire.
- 2004-2007 : conseillère régionale des Pays de la Loire.
- 2003-2006 : présidente de la fédération de Maine-et-Loire.

### Au sein de partis politiques
- 1989-1992 : secrétaire générale adjointe du RPR.
- 1992-1993 : déléguée générale à la condition féminine du RPR.
- 1995-1997 : déléguée générale à l'emploi et à la lutte contre l'exclusion au RPR, membre du bureau politique.
- Secrétaire nationale du RPR, chargée de l'emploi (jusqu'en 1998).
- 1999-2001 : déléguée générale du RPR, chargée de la présence du Mouvement dans la société.
- Membre du Conseil national du RPR.

Au sein du RPR, elle anime des groupes de travail sur la dépendance, le médicament, l'hôpital, la santé publique, la recherche et le handicap.
En 1997, elle préside le groupe des membres RPR de la commission des Affaires sociales et elle sera, au nom du groupe, l'orateur sur les textes importants de la mandature : réduction du temps de travail, emploi des jeunes et couverture maladie universelle.
- Février 2002 : porte-parole de la campagne présidentielle de Jacques Chirac.
- À partir de 2002 : membre du bureau politique de l'Union pour un mouvement populaire.
- 2004-2007 : secrétaire nationale de l'UMP, chargée des questions de société.
- 2006-2008 : secrétaire générale adjointe de l'UMP.

## Condamnation judiciaire
En avril 2016, le joueur de tennis espagnol Rafael Nadal annonce avoir déposé une plainte en diffamation visant Roselyne Bachelot, pour l'avoir accusé de dopage. Dans cette affaire, elle est condamnée par le tribunal correctionnel pour diffamation, le 16 novembre 2017, à 500 euros d'amende avec sursis et 10 000 euros de dommages et intérêts.

## Distinctions
- Commandeur de la Légion d'honneur en 2022[84] (chevalier en 2013[85],[86]).
- Commandeur de l'ordre des Arts et des Lettres en 2020, de droit en tant que ministre de la Culture[87].
- Médaille d'honneur de la santé et des affaires sociales, or (2012, de droit en tant que ministre chargée des Solidarités)[88]
- Grand-croix de l'ordre pro Merito Melitensi (Ordre souverain de Malte, 2010)[89].

## Activités artistiques et médiatiques

### Ouvrages
- Deux Femmes au royaume des hommes, en collaboration avec Geneviève Fraisse et Ghislaine Ottenheimer, Paris, Hachette, 1999  (ISBN 9782012355149).
- Le Pacs : entre haine et amour, Paris, Plon, 2000  (ISBN 2259191436).
- Les Maires : fête ou défaite ?, Paris, Anne Carrière, 2002  (ISBN 2843371384).
- Le Combat est une fête, Paris, Robert Laffont, 2006  (ISBN 2221103122) [de façon prémonitoire, elle regrette dans cet ouvrage que Bernard Kouchner ne se soit pas vu offrir le ministère des Affaires étrangères].
- À Feu et à sang : carnets secrets d'une présidentielle de tous les dangers, Paris, Flammarion, 2012  (ISBN 9782081282476).
- Verdi amoureux, Paris, Flammarion, 2013 (ISBN 978-2-08-131265-4 et 2-08-131265-4)Biographie du compositeur Giuseppe Verdi[90].
- La Petite Fille de la Ve, Paris, Flammarion, 2015  (ISBN 9782081314542).
- Bien dans mon âge : tout commence à soixante ans, Paris, Flammarion, 2016  (ISBN 9782081386051).
- Corentine, Paris, Plon, 2019, 159 p. (ISBN 978-2-259-27662-7, lire en ligne)Portrait de sa grand-mère originaire de Gourin[91].
- En 2019, avec Guillaume Gomez, Philippe Faure et Jean-Robert Pitte, elle participe à la direction de l'ouvrage Les Cuisiniers de la République française : les meilleures recettes (Glénat).
- 682 jours, Plon, 2023. Chronique de son passage au ministère de la Culture[92].
- Sacrés monstres !, Paris, Plon, 2024, 256 p.
- Ma vie en rose, Éditions Albin MichelAutobiographie qui devait initialement sortir à l'automne 2020[93].

### Émissions de radio et de télévision
- 2012-2016 : Le Grand 8 présenté par Laurence Ferrari sur D8 : chroniqueuse régulière et présentatrice occasionnelle.
- 2013 : Édito hebdomadaire sur I-Télé : chroniqueuse politique.
- 2013 : Le Journal de D8 : remplaçante[94].
- 2014 : Météo sur D8 : animatrice exceptionnelle[95].
- 2014-2016 : Les Pieds dans le plat animé par Cyril Hanouna sur Europe 1 : chroniqueuse.
- 2014 et 2017 : Money Drop animé par Laurence Boccolini sur TF1 : candidate.
- 2015-2020 et depuis 2022 : Les Grosses Têtes animé par Laurent Ruquier (RTL, France 2, Paris Première) : sociétaire.
- 2016-2017 : AcTualiTy présentée par Thomas Thouroude sur France 2 : chroniqueuse.
- 2016-2017 : 100 % Bachelot sur RMC : animatrice.
- 2016 : Fort Boyard animé par Olivier Minne sur France 2 : candidate.
- 2017 : La République LCI sur LCI : co-animatrice avec Julien Arnaud.
- 2018-2019 : L'Heure Bachelot sur LCI : animatrice.
- 2019 : Le Grand Oral présenté par Laurent Ruquier sur France 2 : jurée.
- 2019-2020 : Le Club Le Chatelier présenté par Bénédicte Le Chatelier sur LCI : chroniqueuse.
- 2020 : Les Reines du shopping animé par Cristina Córdula sur M6 : candidate[96].
- 2020 : Parole inattendue sur France 2 : participante.
- 2022 : Le livre favori des Français sur France Télévisions : participante.
- Depuis 2022 : BFMTVSD présenté par Jean-Baptiste Boursier sur BFM TV : chroniqueuse.
- Depuis 2022 : 22h Max présenté par Maxime Switek sur BFM TV : chroniqueuse.
- Depuis 2022 : Face à Duhamel présenté par Marschall & Truchot sur BFM TV : chroniqueuse.
- Depuis 2022 : On refait le monde présenté par Éric Brunet et Aurélie Herbemont sur RTL : chroniqueuse.
- Depuis 2023 : Et maintenant ! sur Public Sénat : intervenante.

### Filmographie
- 2013 : clip de la chanson Ça ira de Joyce Jonathan : apparition.
- 2013 : Nos chers voisins, prime-time Avis de tempête, sur TF1 : Fabienne, cousine d'Aymeric Dubernet-Carton.
- 2013 : Diagnostic, court-métrage de Fabrice Bracq et Antoine Cupial (web) : elle-même[97].
- 2014 : Enfin te voilà ! sur Comédie+ : une ex-star de football féminin.
- 2020 : I Love You coiffure, téléfilm de Muriel Robin sur TF1 : Pilou (sketch L'Addition).

### Théâtre
- 2018 : Les Monologues du vagin, théâtre Bobino, Paris.

### Discographie
- 2016 : Salut à la France ! (compilation des plus grands airs d'opéra français).